# Concreto (Dark Horse Comics)
Concreto (em inglês:  Concrete) é uma revista em quadrinhos americana publicada pela Dark Horse Comics. Protagonizada pelo personagem homônimo, a série foi criada por Paul Chadwick, que a escreve e desenha desde o início. Por seu trabalho na série, Chadwick foi indicado ao Eisner Award de "Melhor Escritor" em 1988. O personagem surgiu em 1986, na primeira edição da revista Dark Horse Presents e se tornou um dos maiores exemplos do tipo de histórias em quadrinhos publicadas pela editora, que se dedicava à publicar outros gêneros além dos quadrinhos de super-herói típicos dos Estados Unidos
A série foi vencedora do Eisner Award na categoria de "Melhor Série Estreante" em 1988, logo após o seu lançamento, e acumula duas indicações ao prêmio na categoria "Melhor Série Continuada", tendo sido a vencedora da categoria nas duas oportunidades em que fora indicada. 29 edições foram publicadas entre 1988 e 1998, ano em que a série foi interrompida. Entre 2004 e 2005, Chadwick retomou a série, com a publicação de uma sequência, intitulada Concrete: The Human Dilemma. Em 2004 a editora brasileira Devir Livraria publicou Concreto: Uma Rocha entre Rochas, uma compilação de parte das histórias anteriores do personagem, reunidas num volume único.